# Орден «За личное мужество» (Беларусь)
Орден «За личное мужество» (бел. Ордэн «За асабістую мужнасць») — государственная награда Республики Беларусь.

## Статут
Орденом «За личное мужество» награждаются граждане:
- за исключительную отвагу и личную храбрость, проявленные при исполнении воинского долга, гражданской либо служебной обязанности;
- за самоотверженные поступки, совершенные в экстремальных обстоятельствах;
- за мужество, проявленное при защите государственной границы;
- за мужество, проявленное при охране общественного порядка;
- за смелые и решительные действия в обстоятельствах, связанных с риском для жизни.

Орден «За личное мужество» носится на левой стороне груди и при наличии других орденов располагается после ордена «За службу Родине».

## Описание
Орден «За личное мужество» представляет собой позолоченный, покрытый красной эмалью крест на фоне позолоченной четырёхгранной плоскости с изображением ребристых лучей. В центре креста размещен круг диаметром 22 мм, покрытый белой эмалью, с надписью «За асабістую мужнасць» и изображением лавровых ветвей. В центре круга — золотистая пятиконечная звездочка на тёмно-красном фоне. Круг наложен на позолоченный меч. Обратная сторона ордена имеет гладкую поверхность, в центре находится номер ордена.
Орден при помощи ушка и кольца соединяется с пятиугольной колодкой, обтянутой муаровой лентой золотистого цвета с продольной бордовой полоской посередине. По краям лента имеет по одной продольной полоске: с левой стороны — белую, с правой — бордовую.
Орден «За личное мужество» изготавливается из серебра с позолотой.

## Кавалеры ордена
- Гвишиани, Дмитрий Борисович — курсант Военной академии Беларуси (посмертно)
- Карпухин, Виктор Фёдорович — Герой Советского Союза, воин-интернационалист
- Макаров, Игорь Викторович — белорусский дзюдоист
- Яборов, Константин Гансович — военный лётчик
- Марфицкий, Александр Эдуардович — военный лётчик (посмертно)
- Журавлевич, Александр Адиславович — военный лётчик (посмертно)
- Свентецкий, Сергей Ричардович — рядовой, стрелок конвойного батальона (посмертно)
- Алимбекова, Динара Талгатовна — олимпийская чемпионка, биатлонистка.
- Кривко, Ирина Валерьевна — олимпийская чемпионка, биатлонистка.
- Скардино, Надежда Валерьевна — олимпийская чемпионка, биатлонистка.
- Домрачева, Дарья Владимировна — олимпийская чемпионка, биатлонистка.
- Павличенко, Дмитрий Валерьевич — полковник МВД Беларуси.
- Когодовский, Роман — мальчик, спасший из горящего дома своего полуторагодовалого младшего брата, при этом получивший сильнейшие ожоги[1][2].
- Харламов, Алексей Алексеевич — старший лейтенант, заместитель командира по идеологической работе мотострелковой роты 105-го отдельного механизированного батальона 11-й отдельной гвардейской механизированной бригады Западного оперативного командования Вооружённых сил Республики Беларусь[3].